# Mikako Kotani
Mikako Kotani, född den 30 augusti 1966 i Tokyo, Japan, är en japansk konstsimmerska.
Hon tog OS-brons i solo i konstsim och OS-brons i duetten i samband med de olympiska konstsimstävlingarna 1988 i Seoul.